# Hjukenåsarna
Hjukenåsarna är ett naturreservat i Vindelns kommun i Västerbottens län.
Området är naturskyddat sedan 1974 och är 115 hektar stort. Reservatet omfattar ett tallbevuxet rullstensåsområde strax norr om Vindelälven.